# 슬레인 켈리
슬레인 켈리(Slaine Kelly, 1982년 7월 9일 ~ )는 아일랜드의 배우이다.
더블린에서 태어났다.

## 영화
- 라이즈 오브 더 풋솔져 2 (2015년)
- 더 베스트 이어스 (2013년)
- 더 오브라이언스 (2013년)
- 컴다운 (2012년) - 간호사 샐리 미첼 역
- 조나드 (2009년)
- 싸이코시스 (2009년)
- 조지 (2005년)